# Jogos Paralímpicos de Verão de 2012
Os XIV Jogos Paralímpicos de Verão, oficialmente chamados Jogos Paralímpicos de Londres 2012, comumente Londres 2012, realizaram-se entre  29 de agosto e 09 de setembro de 2012, em Londres, no Reino Unido depois da escolha da cidade para sediar os Jogos Paralímpicos e Olímpicos de Verão de 2012.
Foi a segunda edição dos Jogos no Reino Unido; o país já sediara em 1984 os Jogos Paraolímpicos. Ainda assim, o país sediou o ancestral das Paralimpíadas, os Jogos de Stoke Mandeville. Estes foram realizados pela primeira vez em 1948, organizados pelo Dr. Ludwig Guttman e pelo Hospital de Stoke Mandeville, no mesmo dia da cerimônia de abertura das Olimpíadas de Verão de 1948, que foi o primeiro evento de atletismo exclusivamente organizado para atletas deficientes.
No relatório de avaliação, o Comitê Olímpico Internacional (COI) afirmou que "como berço do esporte paralímpico, a capacidade do mesmo na Grã-Bretanha está entre os melhores no mundo."

## Processo de candidatura
Como tem sido hábito desde 1988,e acordado desde 2001, a cidade sede dos Jogos Olímpicos foi também a sede dos Jogos Paralímpicos.  Depois da quarta e última rodada de votações da 117ª Sessão do COI, realizada em Singapura, a cidade de Londres venceu o direito de acolher os Jogos Olímpicos e Paralímpicos de Verão de 2012, com 54 votos, batendo os 50 de Paris.
| Resultados das candidaturas para os Jogos Olímpicos de 2012 | Resultados das candidaturas para os Jogos Olímpicos de 2012 | Resultados das candidaturas para os Jogos Olímpicos de 2012 | Resultados das candidaturas para os Jogos Olímpicos de 2012 | Resultados das candidaturas para os Jogos Olímpicos de 2012 | Resultados das candidaturas para os Jogos Olímpicos de 2012 | Resultados das candidaturas para os Jogos Olímpicos de 2012 |
| ----------------------------------------------------------- | ----------------------------------------------------------- | ----------------------------------------------------------- | ----------------------------------------------------------- | ----------------------------------------------------------- | ----------------------------------------------------------- | ----------------------------------------------------------- |
| Cidade                                                      | CON                                                         | 1.ª rodada                                                  | 2.ª rodada                                                  | 3.ª rodada                                                  | 4.ª rodada                                                  |                                                             |
| Londres                                                     | Reino Unido                                                 | 22                                                          | 27                                                          | 39                                                          | 54                                                          |                                                             |
| Paris                                                       | França                                                      | 21                                                          | 25                                                          | 33                                                          | 50                                                          |                                                             |
| Madrid                                                      | Espanha                                                     | 20                                                          | 32                                                          | 31                                                          | —                                                           |                                                             |
| Nova Iorque                                                 | Estados Unidos                                              | 19                                                          | 16                                                          | —                                                           | —                                                           |                                                             |
| Moscou                                                      | Rússia                                                      | 15                                                          | —                                                           | —                                                           | —                                                           |                                                             |

## Desenvolvimento e preparação
Tal como as Olimpíadas, as Paralimpíadas de Verão de 2012 tiveram a supervisão do LOGOC e da Olympic Delivery Authority (ODA). O LOGOC é responsável por supervisionar as fases dos jogos, enquanto a ODA lida com a infraestrutura e os locais.
O Government Olympic Executive (GOE), com o Departamento para a Cultura, Imprensa e Esportes (DCMS) é o corpo governante líder dos Jogos Olímpicos de Londres 2012. O GOE reporta através do Secretário Permanente do DCMS, Hugh Robertson. O foco é na supervisão dos Jogos, um programa cruzado de gestão e o Legado Olímpico Londres 2012 que irá beneficiar Londres e o Reino Unido.
Em Agosto de 2011,foram levantadas algumas preocupações com a segurança dos dois eventos, devido aos tumultos na Inglaterra em 2011, com alguns países expressando claras preocupações como a República Popular da China apesar do Comitê Olímpico Internacional alegar que a situação não iria afetar de qualquer forma realização dos Jogos.

## Locais e infraestruturas

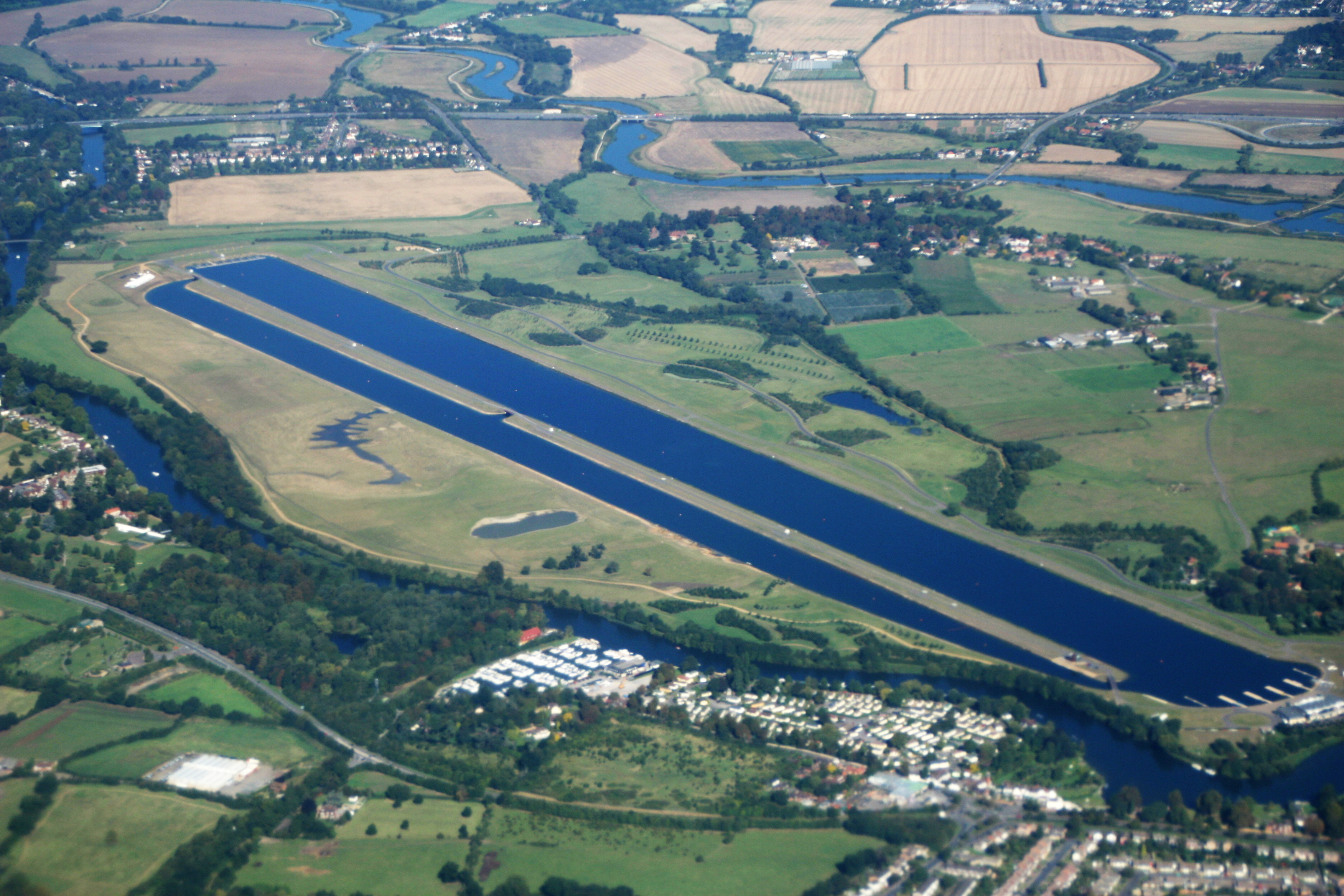
Lago de Dorney,sede dos eventos do Remo

Os Jogos Olímpicos e Paralímpicos de 2012 utilizaram não só novos espaços, como também instalações existentes e instalações temporárias. Algumas das novas instalações serão reutilizadas tal como foram concebidas para as Olimpíadas, mas outras serão alvo de adaptações,reformas e serão transferidos para outros lugares do Reino Unido. O projeto  integra a reurbanização do bairro de Stratford (leste de Londres), o local do Parque Olímpico, e os bairros adjacentes ao Lower Lea Valley.
Algumas propriedades comerciais tiveram que ser expropriadas e demolidas para a construção das novas arenas e para a melhoria da infraestrutura já existentes. O processo foi controverso, visto que alguns dos proprietários afetados alegaram que as indenizações propostas eram muito baixas e não se aproximavam do valor real dos terrenos. Existiam igualmente preocupações sobre os impactos directos que o aumento do Turismo nos seculares Jardins Allotments, o que inspirou uma campanha da comunidade local, além das demolições de casas na Clays Lane Estate que foram contestadas por vários inquilinos.
Houve uma divisão da maior parte dos locais em três zonas na Grande Londres: a Zona Olímpica, a Zona do Rio e a Zona Central. Há ainda duas sub-sedes fora da Grande Londres. A Acadêmia Nacional de Portland e Buckinghamshire

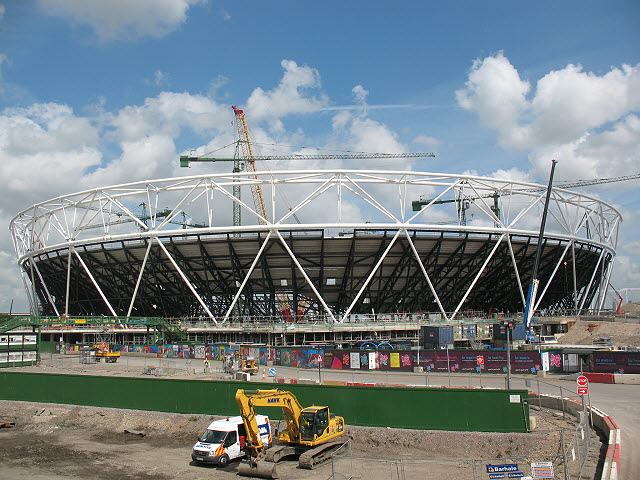
O Estádio Olímpico de Londres durante a sua construçaão. Nos Jogos Paralímpicos sediará as cerimônias e as provas de atletismo.

### Transporte público

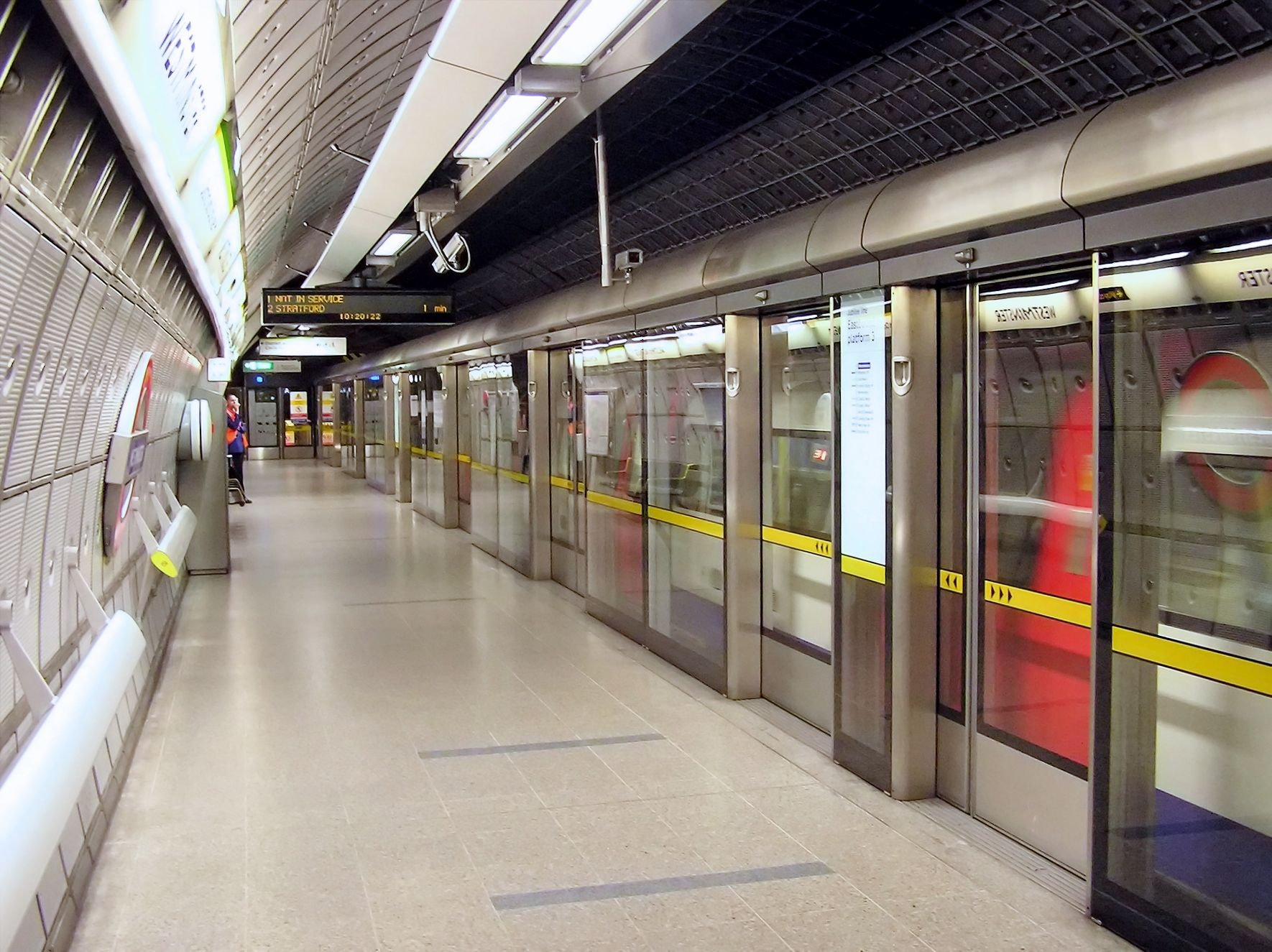
O Metrô de Londres será o principal meio de transporte para os espectadores, para os eventos espalhados por toda a cidade.

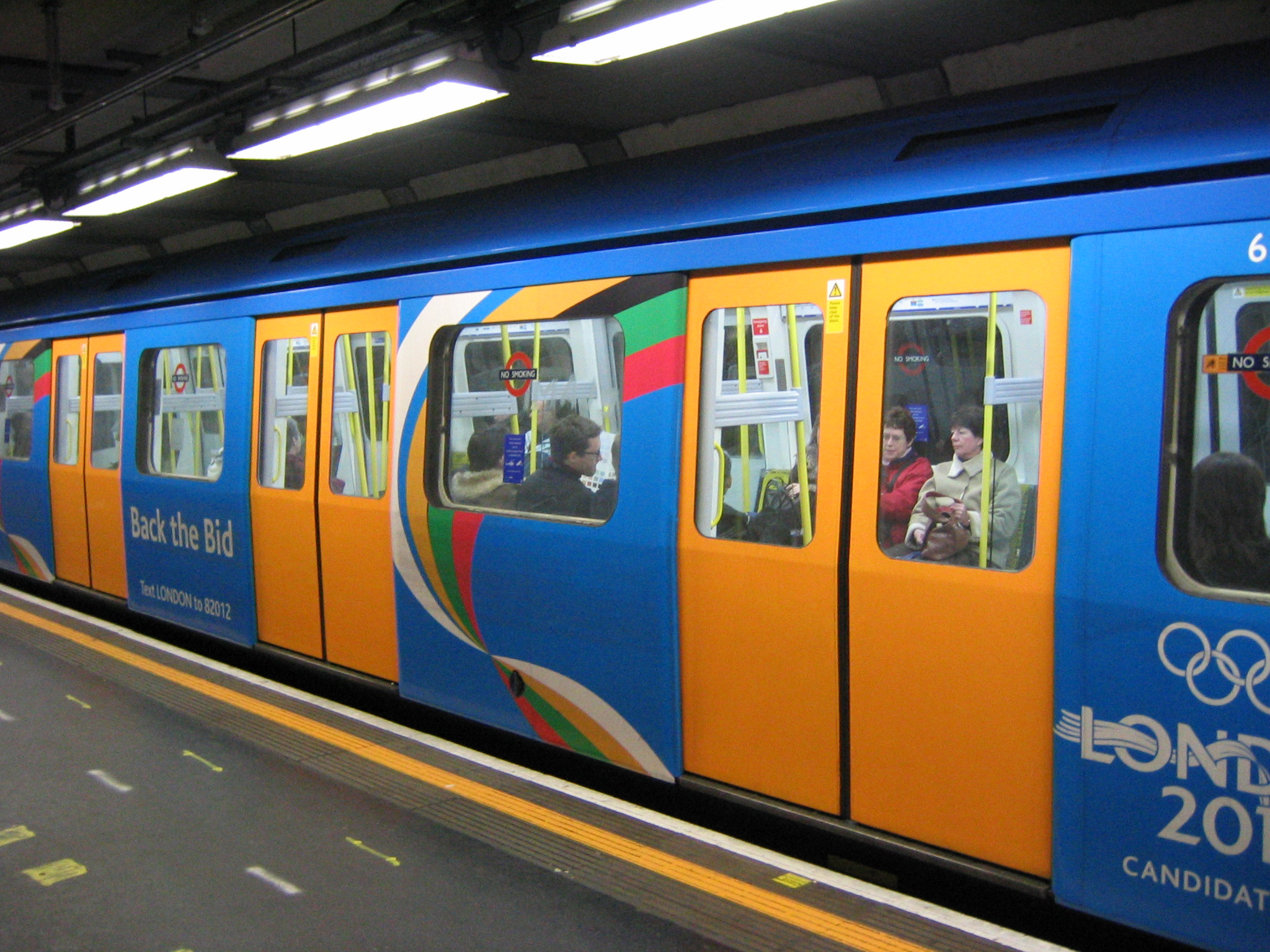
Comboio do Metrô de Londres, com publicidade da candidatura da cidade para os Jogos Olímpicos de 2012.

Os transportes públicos foram um fator determinante para a eleição de Londres, embora na época necessitavam de melhorias e expansão urgente. O metrô de Londres foi expandido, nomeadamente as linhas East London, Docklands, North London. No capítulo dos transportes há ainda uma novidade, o "Javelin", serviço ferroviário de alta velocidade que usa o TGV.
O LOCOG, durante a candidatura fez o cálculo de que o tempo de viagem para os locais de competição seria inferior a 20 minutos e que 80% dos atletas usaria o metrô,e houve a necessidade da construção ou expansão de 10 linhas ferroviárias que levam ao Parque Olimpíco. Estas têm, no total, uma capacidade de 240 mil passageiros por hora.

### Financiamento
Os custos da montagem dos Jogos serão separados dos os custos da construção das infraestrutura necessária, e do aterro para o Parque Olímpico. Os Jogos tiveram a maioria do investimento feitos por empresas privadas, enquanto as instalações e o Parque Olímpico foram financiados predominantemente por fundos públicos.
Em 2007,a ministra para os Jogos de 2012, Tessa Jowell anunciou na Câmara dos Comuns um orçamento de £5,3 bilhões (5,3 mil milhões) de libras esterlinas para a construção do estádio e da infraestrutura necessária para os Jogos. Foi também anunciada na mesma ocasião a reforma urbana do Lower Lea Valley, para a qual o orçamento era de 1,7 bilião (1,7 mil milhões) de libras.
Foram ainda anunciados vários outros custos: um fundo global de contingência adicional de 2,7 biliões (2,7 mil milhões) de libras; custos previstos de £600-800 milhões de libras esterlinas para as questões relacionadas a segurança dos Jogos (para os participantes) e ainda mais 400 milhões para o financiamento da segurança para os Paraolímpicos.
Segundo os números, o custo total para os Jogos e para a reurbanização da parte leste da capital inglesa foi de 9.347 bilhões (9.345 mil milhões) de libras (o que equivale a cerca de 15 mil milhões ou bilhões de dólares). Ken Livingstone,então prefeito de Londres, prometeu ao LOCOG, o financiamento e a viabilidade para a realização dos Jogos Paralímpicos
O financiamento dos custos para a realização dos Jogos (£2 biliões ou £2 mil milhões) vieram da iniciativa privada (cotas de patrocínios), do merchandising, da venda de ingressos e de direitos de mídia. O levantamento e gestão do orçamento está a cargo do Comitê Organizador dos Jogos Olímpicos e Paraolímpicos de Londres 2012 (LOGOC). Segundo o Comitê, a divisão do financiamento é a seguinte:
- 64% a partir do Governo central
- 23% da Loteria Nacional
- 13% a partir do Prefeitura e da Agência de Desenvolvimento de Região Metropolitana de Londres

Em Junho de 2007, o Grupo de Gestão  criado para a gestão dos efeitos para a Autoridade de Desenvolvimento Olímpico da Grande Londres - (que tinha a cargo a gestão dos custos e a administração da verba disponível dos Jogos) reuniram e fizeram o primeiro orçamento estimado dos Jogos. Concluiu-se que sobrariam £360 milhões de libras, tal como a necessidade de uma reserva de £500 milhões para eventuais despesas extras. A 26 de Novembro de 2007 foi aprovado o orçamento inicial pelos fundadores do Grupo Ministerial. O orçamento, proposto pela Autoridade Olímpica, tem um custo tutal de £6.9 biliões (6.9 mil milhões) de libras esterlinas. No valor estavam incluído tudo o que é arrecadado com os impostos, excluindo o programa geral de reservas, que foi anunciado em Março. Isso inclui a doação para a APD das restantes 140 milhões, a partir da primeira reserva, de 500 milhões, anunciado em Março.
Em Fevereiro de 2008, em Londres, a Comissão de Cultura e do Esporte, entregou um relatório à comissão explicando as suas preocupações quanto ao financiamento dos Jogos, a do retirada dinheiro dos esportes de Londres e de eventos de artes. Também houve queixas de que o financiamento para as Olimpíadas causou um esquecimento de outras áreas do Reino Unido. No País de Gales, foram feitas críticas por parte do Plaid Cymru, argumentando que os esportes de Gales foram ignorados por causa das Olimpíadas em Londres, na Inglaterra.

### Patrocinadores
Para ajudar a financiar os Jogos, o LOGOC assinou cotas patrocínios com algumas empresas. Os patrocinadores foram distribuídos em quatro cotas: Global, Local,parceiros e fornecedores.
| - Acer - Atos - Coca-Cola - DOW | - General Electric - McDonald's - Omega SA - Panasonic | - Procter & Gamble - Samsung - VISA |

| - Adidas - BMW - British Petroleum - British Airways | - British Telecom - EDF Energy - Sainsbury's - Lloyds TSB |

| - Adecco - ArcelorMittal - Cadbury - Cisco Systems | - Deloitte - Thomas Cook Group - United Parcel Service (UPS) |

| - Aggreko - Airwave - Atkins - Boston Consulting Group - CBS Outdoor - Crystal CG - Eurostar | - Freshfields Bruckhaus Deringer LLP - G4S - GlaxoSmithKline - Gymnova - Aeroporto de Heathrow - Heineken UK - Holiday Inn | - John Lewis - McCann Worldgroup - Mondo - Nature Valley - Next - The Nielsen Company - Otto Bock - Populous | - Rapiscan Systems - Rio Tinto - Technogym - Thames Water - Ticketmaster - Trebor - Westfield |

### Antecedentes e promoção

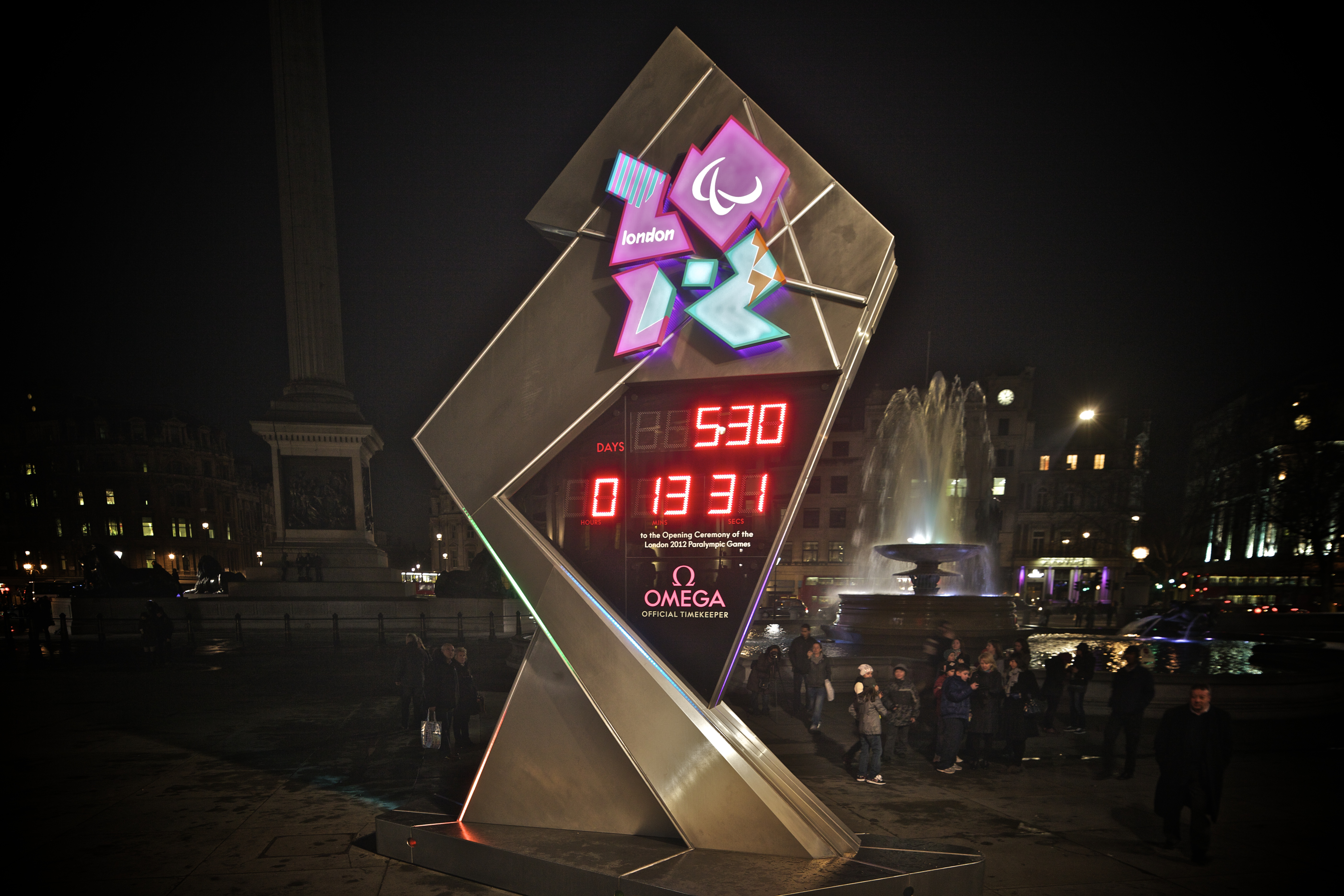
O relógio digital na Trafalgar Square,que marca a contagem regressiva para os Jogos Paralímpicos

#### Cerimônia da passagem
A passagem formal de Pequim para Londres foi durante a cerimônia de encerramento dos Jogos Paraolímpicos de Verão de 2008, quando o Prefeito de Londres Boris Johnson recebeu a Bandeira Paralímpica do prefeito Guo Jinlong. Isso foi seguindo e uma apresentação cultural de Londres, que foi semelhante a apresentada no Encerramento das Olimpíadas daquele ano. Participaram,os grupos ZooNation, o Royal Ballet e Candoco, um grupo que integra portadores de necessidades especiais, todos vestidos como londrinos e esperando um ônibus em uma parada. O mesmo ônibus de dois andares apresentado no encerramento das Olimpíadas, foi apresentado, mas adaptado com a linguagem visual dos Jogos e dirigido pelo jogador de basquete paraolímpico Ade Adepitan, com a música composta por Philip Sheppard. A parte de cima do ônibus abriu e exibiu alguns dos prédios famosos de Londres como a Tower Bridge, The Gherkin e London Eye. Cherisse Osei, baterista do cantor Mika, e Sam Hegedus se apresentaram, antes que o ônibus se fechasse e retornasse a sua forma original,agora mostrando a decoração paraolímpica. Tanto a bandeira Paraolímpica e a Olímpica foram hasteadas formalmente na frente da Prefeitura de Londres em 26 de Setembro de 2008. Os paratletas britânicos Helene Raynsford e Chris Holmes hastearam a bandeira Paraolímpica.

#### Dia Paralímpico e o Super Sábado
Em 8 de setembro de 2011,a Trafalgar Square recebeu o Dia Paralímpico Internacional, apresentado por Rick Edwards, Ade Adepitan e Iwan Thomas, para coincidir com a visita de inspeção dos membros do Comitê Paralímpico Internacional na cidade. O evento celebrou os Jogos Paralímpicos, mostrando e demonstrando os 20 esportes que estão no programa paralímpico (com algumas sendo exclusivos para portadores de necessidades auditivas).Também participaram os paratletas Oscar Pistorius, Ellie Simmonds e Sascha Kindred.O primeiro-ministro britânico David Camerone o então prefeito Boris Jonhson estiveram presentes. Dois dias depois, a cadeia de supermercados Sainsbury's e o Channel 4 apresentaram o Sainsbury's Super Saturday,  um evento aberto ao público na Clapham Common.O evento teve demonstração de esportes paralímpicos, e um show de Nicola Roberts, The Wanted e The Saturdays.

#### Anúncio do Channel 4
Para promover,os Jogos,o Channel 4 que detém os direitos exclusivos de televisão no Reino Unido produziu uma propaganda de televisão chamada de  "Conheça os Superhumanos".  O diretor foi Tom Tagholm, com a ajuda do membro da Associação Paralímpica Britânica Tim Hollingsworth. A propaganda teve a função de encorajar o público para assistir as Paraolimpíadas, e para o público entender que não é um evento que vem depois das Olimpíadas como um "evento em seu próprio direito". Ao som da música "Harder Than You Think" do grupo Public Enemy, a propaganda focaliza nos aspectos de competição e no de "super humanos" do esporte Paralímpico, enquanto mostrava as vitórias,os eventos pessoais e as batalhas de cada atleta,mostrando o caminho de cada um até chegar as Paraolimpíadas. "Conheça os Super-humanos" estreou em 17 de Julho de 2012, sendo transmitida por 78 canais comerciais no Reino Unido (nos quais estavam,as suas rivais ITV1 e Sky1) e foi vista por 10 milhões de pessoas.
A propaganda teve uma repercussão positiva: Tin Nudd da revista Adweek declarou que foi o "melhor comercial esportivo deste verão", enquanto Simon Usborne do The Independent descreveu como "um ato de marketing genial" e "uma forma clara de mostrar que as Paraolimpíadas merecem estar no centro das atenções do mundo esportivo." O chefe de marketing e comunicação do Channel 4' Dan Brooke estimou que a reação do público pelas redes sociais foi o dobro da reação do público perante quando a BBC anunciou a sua cobertura olímpica.

#### Envolvimento do Royal Mail
Em Agosto de 2009, o Royal Mail anunciou uma série de 30 selos (refletindo a XXX Olimpíada da Era Moderna) para honrar os Jogos Olímpicos e os Paralímpicos, nas quais foram lançadas 3 séries de 10 selos, entre 2009 e 2011. Cada selo tinha um esporte,além do logotipo dos Jogos. A última série foi lançada em 22 de Julho de 2011.
O Royal Mail honrou cada campeão paralímpico britânico pintando de dourado, a caixa de correiros da casa de cada um deles,em sua cidade natal, além de lançar um selo com a foto de cada campeão, como fez durante os Jogos Olímpicos de Verão de 2012.O Royal Mail originalmente planejou apenas 6 séries de selos durante os Jogos para celebrar os feitos dos atletas britânicos, e que seu staff  "tinha considerado logisticamente e praticamente impossível" lançar selos individuais para cada atleta,devido as expectativas de que o Reino Unido iria ultrapassar as 42 medalhas de ouro conquistadas em Pequim. Essa decisão foi considerada excludente e preconceituosa, por não deixar que os atletas paralímpicos tenham a mesma honra dos atletas olímpicos.  A ministra especial para as Olimpíadas Tessa Jowell também criticou a decisão, sentindo que os selos eram um aspecto comemorativo britânico das Olimpíadas e, que "seria uma vergonha que esse símbolo não fosse ofertado aos heróis paraolímpicos." Em resposta o Royal Mail anunciou em 15 de agosto de 2012 que reverteria a decisão e enfim,lançaria os selos individuais de cada medalhista de ouro.

### Revezamento da Tocha
A tocha paralímpica representou o espírito dos quatro países que formam o Reino Unido, a fogo se originou de 4 cerimônias realizadas nos pontos mais altos de cada país: Scafell Pike (Inglaterra), Ben Nevis (Escócia), Slieve Donard (Irlanda do Norte), e o Snowdon em (Gales). Em 22 de Agosto,as quatro chamas serão acesas por escoteiros nesses picos e em 24 de Agosto serão transportadas por lanternas para as suas respectivas capitais (Londres, Edimburgo, Belfast e Cardiff) como parte do "Festival da Chama" . Um total de 38 comunidades irão fazer a "Celebração da Chama" durante o fim de semana do feriado bancário, quando representantes dessas comunidades irão levar a chama para suas respectivas comunidades.
Em 28 de Agosto, as quatro chamas foram levadas para o Hospital de Stoke Mandeville e unidas, formando apenas uma chama, a escolha desse local é emblemática,já que o local foi reconhecido como o local aonde os Jogos Paralímpicos tiveram ínicio, e assim o revezamento se iniciou. A tocha irá percorreu uma rota de 148 km durante 24 horas até chegar no Estádio Olímpico de Londres. O revezamento teve 580 portadores divididos em times de 5, indicados pela Associação Britânica Paralímpica escolhidos durante campanhas realizadas pelos patrocinadores dos Jogos; a British Telecom, o Lloyds TSB, e a Sainsbury's.
A tocha paralímpica foi criada por Edward Barber e Jay Osgerby, teve o mesmo design da tocha olímpica, e o mesmo material, a liga de alumínio, escolhida para evitar a dissipação do calor, mas sem a cor dourada presente na tocha olímpica (a tocha foi usada na sua cor original,mas teve um acabamento especial para ser refletida durante a noite,já que uma boa parte do seu revezamento foi realizado a noite).

### Ingressos
Mais de 2,5 milhões de ingressos foram disponibilizados para o s Jogos Paralímpicos. Os ingressos para os Jogos Paralímpicos tiveram previamente um interesse extremo e uma demanda elevada,durante o seu lançamento, apesar de que o período durante os Jogos Olímpicos é historicamente considerado o pico do interesse. No inicio dos Jogos Olímpicos em 27 de julho de 2012, aproximadamente 1,4 milhão de ingressos já tinham sido vendidos, ultrapassando o número dos ingressos vendidos para os Jogos Paralímpicos de Verão de 2000, em Sydney. Em 8 de Agosto 2012, o LOCOG anunciou que mais de 2,1 milhões de ingressos tinham sido vendidos (somente 600 mil em julho), quebrando o recorde anterior de Pequim que tinha sido 1,8 milhão.O presidente do IPC, Philip Craven agradeceu Londres por esse feito, creditando isso "ao apetite insaciável dos britânicos pelo esporte de elite ", e notou que seria apropriado para uma Paraolimpíada realizada em seu berço espiritual para ter muitos eventos esgotados. O sucesso da Grã-Bretanha nos Jogos Olímpicos de 2012 e um grande interesse no corredor sul africano Oscar Pistorius,que recentemente foi o primeiro biamputado a competir nos Jogos Olímpicos, contribuíram para um substancial aumento nas vendas, nas semanas que antecederam aos Jogos.
No dia seguinte ao encerramento dos Jogos Olímpicos foi feito o anúncio de que todos os 2,3 milhões de ingressos foram vendidos,o que se tornaria a primeira vez que todos os ingressos das Paraolimpíadas tinham sido vendidos. A grande demanda pelos ingressos que sobraram,levaram ao site em que era feita a venda dos ingressos a ter problemas técnicos, o site da Ticketmaster recebeu grandes críticas das mídias sociais, principalmente das pessoas que estavam tentando comprar os ingressos. Para resolver a demanda, o LOCOG anunciou a venda adicional de 45 mil lugares em 16 de Agosto.

### Controvérsias relacionadas aos ingressos
Entre as primeiras polêmicas relacionadas aos ingressos estavam em volta das regras para os usuários de cadeira de rodas, depois que duas mães com filhos deficientes acusarem os organizadores de preconceito. Uma alegou que um funcionário do LOGOC contou que os as crianças de cadeira de rodas não poderiam ficar acompanhadas por outro adulto em pé,enquanto outra disse que o local para crianças com cadeiras de rodas no ExCeL não "estavam garantidos". Uma petição para melhorar o acesso das famílias com membros deficientes, teve inicio no Change.org. O LOCOG rebateu a acusação de ter uma política de preconceito,dizendo que os pais podem acompanhar os filhos durante os eventos em que não tenham os locais reservados, mas isso pode não acontecer em eventos aonde os locais estejam reservados.
Posteriormente, o LOCOG foi novamente criticado devido a maneira de que conduziu as vendas de ingressos para cadeirantes. Em Maio de 2012 a venda online de ingressos para cadeirantes foi substituída por uma linha telefônica. Os organizadores foram criticados por usarem um tollfree para estas ligações, e por negar em mencionar o site oficial para a compra e que as ligações seriam cobradas. O ex ministro dos esportes Gerry Sutcliffe entedeu que isso era era uma forma de descriminição contra os cadeirantes, e pediu publicamente que o LOCOG fizesse o ressarcimento dos valores gastos pelas pessoas que foram afetadas. O LOCOG desmentiu isso e que estava tendo ganhos adcionais com ligações telefônicas, e respondeu que essa linha especial era dedidcada para que os compradores recebessem um atendimento especial de acordo com suas necessidades.

### Logo
Pela primeira vez, na história, os Jogos Olímpicos e os Jogos Paralímpicos terão o mesmo logotipo. O logo, desenhado por Wolff Olins, foi revelado em 4 de Junho de 2007, e é uma representação do número 2012. A versão paralímpica tem sua própria variação, e substitui os Anéis Olímpicos pelos Agitos.

### Mascotes
O mascote oficial dos Jogos, Mandeville, foi revelado juntamente com seu irmão Wenlock em 19 de maio de 2009. Como personagens,  eles representam duas gotas de aço, e tem uma câmera no lugar dos olhos para ter  "foco" e as capturar as imagens dos Jogos. Mandeville foi batizado em honra da vila de Stoke Mandeville devido ao local ter a origem dos Jogos Paralímpicos. Mandeville também usa um capacete aerodinâmico estampada nas cores vermelho, verde e azul do símbolo paralímpico.

### Eventos teste
Vários eventos específicos de esportes paraolímpicos foram realizados na cidade no período pré-jogos; nesses estavam incluídos o Torneio Internacional de Goalball de Londres e o Grand Prix de Atletismo Paralímpico de Londres (o primeiro evento de atletismo paralímpico no Estádio Olímpico de Londres).

### Países participantes
Londres 2012 foram "os maiores Jogos Paaralímpicos da história." Um número estimado de 4,200 atletas competiram nos Jogos, um aumento de 250 atletas em comparação com os Pequim 2008. O número de Comitês Paralímpicos Nacionais é de 165, 18 a mais do que em Pequim. Quatorze países fizeram a sua primeira participação: Antígua e Barbuda, Brunei, Camarões, Comores, República Democrática do Congo, Djibouti, Gâmbia, Guiné-Bissau, Libéria, Moçambique, Coreia do Norte, San Marino, Ilhas Salomão e as Ilhas Virgens Americanas. Andorra participou pela primeira vez dos Jogos Paralímpicos de Verão, já que até então já havia participado três vezes dos Jogos Paralímpicos de Inverno. Além de Trinidad e Tobago que estava retornando aos Jogos pela primeira vez em 24 anos, o país estava ausente desde Seul 1988.
Os seguintes países enviaram delegações para os Jogos. Macau e Ilhas Faroe são membros do Comitê Paralímpico Internacional, mas não pertencem ao Comitê Olímpico Internacional; por isso eles participam dos Jogos Paralímpicos, mas não participam das Olimpíadas
| - AFG Afeganistão - AND Andorra - ANG Angola - ANT Antígua e Barbuda - ALG Argélia - ARG Argentina - ARM Armênia - AUS Austrália - AUT Áustria - AZE Azerbaijão - BRN Bahrein - BAN Bangladesh - BAR Barbados - BLR Bielorrússia - BEL Bélgica - BER Bermudas - BIH Bósnia e Herzegovina - BOT Botsuana - BRA Brasil - BRU Brunei - BUR Burquina Fasso - BDI Burundi - CAM Camboja - CMR Camarões - CAN Canadá - CPV Cabo Verde - CAF República Centro-Africana - CHI Chile - COL Colômbia - COM Comores - CRC Costa Rica - PRK Coreia do Norte - CIV Costa do Marfim - CRO Croácia - CUB Cuba - CYP Chipre - CZE República Checa - DEN Dinamarca - DOM República Dominicana - DJI Djibuti - ECU Equador - EGY Egito - ESA El Salvador - EST Estônia - ETH Etiópia - FRO Ilhas Faroé - FIJ Fiji - FIN Finlândia - FRA França - GAB Gabão - GEO Geórgia - GER Alemanha | - GHA Gana - GBR Grã-Bretanha - GRE Grécia - GUA Guatemala - GUI Guiné - GBS Guiné-Bissau - HAI Haiti - HON Honduras - HKG Hong Kong - HUN Hungria - SOL Ilhas Salomão - ISV Ilhas Virgens Americanas - ISL Islândia - IND Índia - INA Indonésia - IRI Irã - IRQ Iraque - IRL Irlanda - ITA Itália - JAM Jamaica - JPN Japão - JOR Jordânia - KAZ Cazaquistão - KEN Quênia - KUW Kuwait - KGZ Quirguistão - LAO Laos - LAT Letônia - LIB Líbano - LES Lesoto - LBR Libéria - LTU Lituânia - LUX Luxemburgo - LBA Líbia - MAC Macau - MKD República da Macedônia - MAD Madagascar - MAS Malásia - MLI Mali - MLT Malta - MRI Maurício - MEX México - MDA Moldávia - MGL Mongólia - MAR Marrocos - NAM Namíbia - NEP Nepal - NED Países Baixos - NZL Nova Zelândia - NIG Níger - NGR Nigéria - NOR Noruega | - OMA Omã - PAK Paquistão - PLE Palestina - PAN Panamá - PNG Papua-Nova Guiné - PER Peru - PHI Filipinas - POL Polônia - POR Portugal - PUR Porto Rico - QAT Catar - COD República Democrática do Congo - ROU Romênia - RUS Rússia - RWA Ruanda - SAM Samoa - SMR San Marino - KSA Arábia Saudita - SEN Senegal - SRB Sérvia - SIN Singapura - SVK Eslováquia - SLO Eslovênia - RSA África do Sul - KOR Coreia do Sul - ESP Espanha - SRI Sri Lanka - SUR Suriname - SWE Suécia - SUI Suíça - SYR Síria - TPE Taipé Chinês - TJK Tajiquistão - TAN Tanzânia - THA Tailândia - TLS Timor-Leste - TTO Trinidad e Tobago - TGA Tonga - TUN Tunísia - TUR Turquia - TKM Turcomenistão - UGA Uganda - UKR Ucrânia - UAE Emirados Árabes Unidos - USA Estados Unidos - URU Uruguai - UZB Uzbequistão - VAN Vanuatu - VEN Venezuela - VIE Vietnã - ZAM Zâmbia - ZIM Zimbabwe |

### Esportes
Os Jogos Paralímpicos de Londres foram os primeiros desde Sydney 2000, aonde, nos quais os atletas portadores de deficiências mentais estarão autorizados a competir, depois de uma decisão do Comitê Paralímpico Internacional em 2008,que autorizou o retorno deles aos Jogos. Três esportes terão provas para os atletas portadores : Atletismo, natação e tênis de mesa terão provas para deficientes mentais.
20 esportes fizeram parte do programa dos Jogos Paralímpicos de 2012:
|  | - Atletismo (166) () - Bocha (7) () - Ciclismo () - Estrada (30) - Pista (20) - Basquetebol em cadeira de rodas (2) () - Hipismo (11) () - Esgrima em cadeira de rodas (12) () | - Futebol de cinco (1) () - Futebol de sete (1) () - Golbol (2) () - Judô (13) () - Levantamento de peso (20) () - Natação (148) () - Remo (4) () | - Rugby em cadeira de rodas (1) () - Tênis em cadeira de rodas (6) () - Tênis de mesa (29) () - Tiro com arco (9) () - Tiro (12) () - Vela (3) () - Voleibol (2) () |

### Calendário
O calendário oficial foi revelado em 25 de Agosto de 2011.
| ● | Cerimónia de abertura |  | Competições | ● | Finais | ● | Cerimónia de encerramento |

| Agosto / Setembro de 2012       | Qua 29 | Qui 30 | Sex 31 | Sáb 1 | Dom 2 | Seg 3 | Ter 4 | Qua 5 | Qui 6 | Sex 7 | Sáb 8 | Dom 9 | Medalhas de Ouro |
| ------------------------------- | ------ | ------ | ------ | ----- | ----- | ----- | ----- | ----- | ----- | ----- | ----- | ----- | ---------------- |
| Atletismo                       |        |        | 9      | 17    | 20    | 17    | 21    | 20    | 21    | 16    | 23    | 4     | 166              |
| Basquetebol em cadeira de rodas |        |        |        |       |       |       |       |       |       | 1     | 1     |       | 2                |
| Bocha                           |        |        |        |       |       |       | 3     |       |       |       | 4     |       | 7                |
| Ciclismo                        |        | 5      | 5      | 5     | 3     |       |       | 18    | 4     | 6     | 4     |       | 50               |
| Esgrima em cadeira de rodas     |        |        |        |       |       |       | 4     | 4     | 2     | 1     | 1     |       | 12               |
| Futebol de 5                    |        |        |        |       |       |       |       |       |       |       | 1     |       | 1                |
| Futebol de 7                    |        |        |        |       |       |       |       |       |       |       |       | 1     | 1                |
| Golbol                          |        |        |        |       |       |       |       |       |       | 2     |       |       | 2                |
| Hipismo                         |        |        |        | 2     | 3     | 2     | 4     |       |       |       |       |       | 11               |
| Judô                            |        | 4      | 4      | 5     |       |       |       |       |       |       |       |       | 13               |
| Levantamento de peso            |        | 2      | 3      | 3     | 3     | 3     | 3     | 3     |       |       |       |       | 20               |
| Natação                         |        | 15     | 15     | 15    | 14    | 14    | 15    | 15    | 15    | 15    | 15    |       | 148              |
| Remo                            |        |        |        |       | 4     |       |       |       |       |       |       |       | 4                |
| Rugby em cadeira de rodas       |        |        |        |       |       |       |       |       |       |       |       | 1     | 1                |
| Tiro com arco                   |        |        |        |       |       | 4     | 3     | 2     |       |       |       |       | 9                |
| Tiro                            |        | 2      | 2      | 2     | 1     | 1     | 1     | 1     | 2     |       |       |       | 12               |
| Ténis de mesa                   |        |        |        |       | 4     | 4     |       |       |       | 2     | 2     |       | 29               |
| Ténis em cadeira de rodas       |        |        |        |       |       |       |       | 1     |       | 2     | 3     |       | 6                |
| Vela                            |        |        |        |       |       |       |       |       | 3     |       |       |       | 3                |
| Voleibol sentado                |        |        |        |       |       |       |       |       |       | 1     | 1     |       | 2                |
| Total de Medalhas de Ouro       |        |        |        |       |       |       |       |       |       |       |       |       | 499              |
| Total cumulativo                |        |        |        |       |       |       |       |       |       |       |       |       |                  |
| Cerimónias                      | ●      |        |        |       |       |       |       |       |       |       |       | ●     |                  |
| Agosto / Setembro de 2012       | Qua 29 | Qui 30 | Sex 31 | Sáb 1 | Dom 2 | Seg 3 | Ter 4 | Qua 5 | Qui 6 | Sex 7 | Sáb 8 | Dom 9 | Medalhas de Ouro |

### Quadro de medalhas
País sede destacado
| Ordem | País               | Medalha de ouro | Medalha de prata | Medalha de bronze |     |
| ----- | ------------------ | --------------- | ---------------- | ----------------- | --- |
| 1     | CHN China          | 95              | 71               | 65                | 231 |
| 2     | RUS Rússia         | 36              | 39               | 27                | 102 |
| 3     | GBR Grã-Bretanha   | 34              | 43               | 43                | 120 |
| 4     | UKR Ucrânia        | 32              | 24               | 28                | 84  |
| 5     | AUS Austrália      | 32              | 22               | 30                | 84  |
| 6     | USA Estados Unidos | 31              | 29               | 37                | 97  |
| 7     | BRA Brasil         | 21              | 14               | 8                 | 43  |
| 8     | GER Alemanha       | 18              | 26               | 22                | 66  |
| 9     | POL Polônia        | 14              | 12               | 9                 | 35  |
| 10    | NED Países Baixos  | 10              | 10               | 19                | 39  |

## Polêmicas

### Envolvimento da Atos
O patrocinador oficial e fornecedor de Tecnologia da Informação, a empresa local Atos Tecnology foi severamente criticada pelos movimentos defensores dos direitos dos portadores de necessidades especiais. A crítica da Atos esteve em volta da sua divisão de planos de saúde, na qual tem um contrato corrente com o Departamento de Trabalho e Pensões do governo britânico para executar testes nos trabalhadores para saber se eles possam receber o auxilio deficiência. A operação da Atos deste programa foi criticada por advogados, que estavam questionando na justiça a integridade dos resultados, já que o sistema era feito para economizar dinheiro destinado aos deficientes devido aos cortes de verbas no serviço público. Estes grupos se sentiram ofendidos devido ao fato de que a Atos era patrocinadora e estava dando suporte a um evento esportivo para os deficientes, enquanto operava um programa que afetou de forma negativa a vida de vários deficientes.
O UK Uncut (um grupo que se opõe ao corte de gastos no serviço público) realizou uma série de protestos na última semana de agosto de 2012,chamada de "Os Jogos das Atos" para coincidir com o início das Paralímpiadas. A série de protestos chegou ao seu clímax em 31 de agosto, quando o UK Uncut e a Associação Britânica de Deficientes Contra os Cortes realizaram protestos na frente da sede da Atos e do Departamento de Trabalho e Pensões para protestar contra o patrocínio da Atos. A sua causa foi apoiada pelo comediante Jeremy Hardy, que sentiu que a intenção do programa era  "vitimizar as pessoas com deficiências", além de "humilhante e sem vergonha."
Durante a Cerimônia de Abertura, foi reportado, que alguns atletas britânicos, tamparam em suas credenciais o logo da Atos, também como forma de protesto da situação. Entretanto, um oficial da delegação britânica, falou que isso não tinha acontecido e que não era o caso. O LOCOG também defendeu o envolvimento da Atos nas Paralímpiadas, alegando que a companhia é "um membro especial das companhias que estão entregando os Jogos", devido as tecnologias relacionadas a distribuição de voluntários, além da divulgação dos resultados, e outros sistemas de informação como o site oficial.

### Falta de cobertura
O Sistema Olimpíco de Transmissão foi extremamente criticado devido a falta de câmaras em eventos como o remo,as provas de estrada do ciclismo,a bocha e as maratonas. A emissora local responsável pela transmissão dos jogos, o Channel 4, foi extremamente criticada pela falta de cobertura ao vivo.

### Doping
- Em teste realizado antes do início dos Jogos, a russa Elena Chistilina testou positivo para o estimulante Nikethamide metabolite N-ethylnicotinamid. Como punição, ela será suspensa, multada em 1.500 euros e perdeu uma das medalhas de prata ganhas no Campeonato Europeu Paralímpico.[55]

- Assim como no caso anterior, o português Luis Carlos Martins Gonçalves foi pego no exame anti-doping (substancia Methylhexaneamine) realizado antes do início dos Jogos. A punição foi idêntica a do caso anterior: suspensão, multa no valor de 1.500 euros e a perda das medalhas de ouro dos 200 e 400m T12 (cegos) conquistadas no Campeonato Europeu Paralímpico.[56]

## Transmissões
- : A ARD e a ZDF transmitem os Jogos, com aproximadamente 65 horas de cobertura televisiva.[57]
- : A Australian Broadcasting Corporation transmitiu as Paralimpíadas de 2012 para a Austrália[58]
- : A Rede Globo e a SporTV ganharam os direitos exclusivos[59]
- : No Reino Unido o Channel 4 que transmitiu os Jogos, com mais de 150 horas de cobertura televisiva ao vivo.[60] O IPC afirmou que esta cobertura seria "a mais extensa cobertura dos Jogos Paralímpicos que alguma vez foi transmitida no mundo."[61]

O IPC transmitiu no seu website, via live streaming, mais de 580 horas ao vivo de transmissão em cinco canais